# Deutscher Forstwirtschaftsrat
Der Deutsche Forstwirtschaftsrat (DFWR) ist eine forstpolitische Interessensvertretung von mit der Forstwirtschaft und dem Wald befassten Akteuren in der Bundesrepublik Deutschland. Mitglieder des DFWR sind Institutionen und Unternehmen aus der deutschen Forstwirtschaft und deren Umfeld, darunter mehrere Staatsforstbetriebe, Forstbehörden und forstliche Berufsverbände sowie Vertreter des Privatwaldes und der Forstwissenschaft. Ziel des DFWR ist eine nachhaltige Forstwirtschaft, das heißt, dass die Pflege und Bewirtschaftung der Wälder im Interesse ihres gesunden, stabilen und leistungsfähigen Zustandes, ihrer Multifunktionalität durch Nutzung, Schutz und Erholung und im Interesse der Landeskultur und des Umweltschutzes erfolgen sollen.

## Ziele
Als forstpolitische Institution vertritt der DFWR die Belange der Forstwirtschaft gemäß den drei Säulen der Nachhaltigkeit:
- Ökonomische Nachhaltigkeit: Erhalt und Sicherung der Ertragslage der Forstwirtschaft
  - Erzeugung hochwertigen Holzes in stabilen Wäldern
  - Sicherung eines ausreichenden Einkommens für die Waldbesitzer
  - Schaffung und Sicherung von qualifizierten Arbeitsplätzen im Wald

- Ökologische Nachhaltigkeit: Landschafts-, Natur- und Umweltschutz im Wald
  - Schutz und Erhaltung einer vielfältigen Flora und Fauna und ihrer Habitate im Rahmen einer nachhaltigen, naturnahen Forstwirtschaft
  - Waldverträgliche Schalenwildbestände
  - Erhalt und Förderung der Biodiversität durch stufige, artenreiche Waldbestände

- Soziale Nachhaltigkeit: Erholungsfunktion, Schutzfunktion: Wasser, Boden, Klima
  - Klimaschutz durch nachhaltig bewirtschaftete Waldbestände
  - Wasserwerk Wald: Trinkwasser, Hochwasser- und Bodenschutz sowie Grundwasserfilter
  - Sicherung des Waldes als Erholungs- und Erlebnisraum für die Bürger

## Organisation
Der eingetragene Verein hat seinen Sitz im Haus der Land- und Ernährungswirtschaft in Berlin. Die Organe sind die Mitgliederversammlung, das Präsidium und der Präsident.
Die Mitgliederversammlung besteht aus 97 Vertretern der Mitgliedsorganisationen des DFWR. Diese werden von den Mitgliedsorganisationen benannt. Das Präsidium besteht aus zwei Vertretern der Länder, vier Vertretern des privaten Waldbesitzes, zwei Vertretern der Anstalten des öffentlichen Rechts, zwei Vertretern des kommunalen Waldbesitzes und einem Vertreter der anderen Mitglieder. Dem Präsidium steht der Präsident vor, seit 2025 ist Christian Haase der Präsident des DFWR. Präsident und Präsidium werden durch die Mitgliederversammlung auf drei Jahre gewählt. Der Geschäftsführer ist seit dem 1. Januar 2022 Johannes Schmitt.

## Ausschüsse
Die fachliche Arbeit wird in verschiedenen Arbeitskreisen und Ausschüssen getätigt, in denen Experten ihrer Fachrichtungen die aktuellen Fragestellungen und Problematiken von rechtlichen Rahmenbedingungen bis hin zu Themen des praktischen Forstbetriebes beraten. Die ständigen Ausschüsse des DFWR sind:
Ausschuss für nachhaltige Holznutzung
Im Ausschuss für nachhaltige Holznutzung werden die Entwicklungen auf den unterschiedlichen Holzmärkten (Nadelstammholz, Laubstammholz, Industrieholz, Papierholz) analysiert, um so Trends besser abschätzen zu können. Außerdem werden regelmäßig Fachforen zu aktuellen Themen wie z. B. die zusätzliche Mobilisierung von Holz, durchgeführt.
Ausschuss für Betriebswirtschaft
Der Ausschuss für Betriebswirtschaft beschäftigt sich mit Fragen des forstlichen Rechnungswesens, mit neuen Ertragsmöglichkeiten für Forstbetriebe sowie mit steuerlichen Fragen. So wurden z. B. Empfehlungen zur Vereinheitlichung des forstlichen Rechnungswesens erarbeitet, mit denen ein bundesweiter Standard gesetzt wurde.
Der Ausschuss für Recht, Raumordnung und Umwelt
Zu Gesetzesentwürfen mit forstlich relevanten Inhalten gibt der DFWR im Rahmen der Verbandsanhörungen differenzierte Stellungnahmen ab, damit die forstlichen Belange ausreichend Berücksichtigung finden. Die Beratung und Erarbeitung dieser Stellungnahmen stehen im Mittelpunkt der Arbeit des Ausschusses für Recht.
Ausschuss für Öffentlichkeit
Das Ziel des Ausschusses ist es, die Öffentlichkeitsarbeit der deutschen Forstwirtschaft weiter zu professionalisieren. Branchenintern soll die Zusammenarbeit der deutschen Forstwirtschaft in der Kommunikationsarbeit intensiviert und verbessert werden. Branchenextern soll erreicht werden, dass die deutsche Forstwirtschaft in der Außenwahrnehmung als Wirtschaftszweig betrachtet und ihre Position in der Kommunikation gestärkt wird.
Ausschuss für Europapolitik
Der Ausschuss hat die Aufgabe, die Effektivität des forstpolitischen Lobbyings auf der EU-Ebene zu steigern. Hierzu erfolgt eine Bündelung der forstlichen Positionen in Deutschland, um sich gegenüber der Bundesregierung zu positionieren. Um zu aktuellen Prozessen mit „einer Stimme zu sprechen“, erfolgt ein enger Austausch zwischen den Organisationen und anderen Gremien. Auch Themen über die EU hinaus werden bearbeitet.
Ausschuss für Klimaschutz und Biodiversität
Der Ausschuss soll Experten aus verschiedenen Bereichen der Forstwirtschaft zusammenbringen, um branchenabgestimmte Lösungsansätze zu erarbeiten und regelmäßig Stellung zu bundes- und europapolitischen Fragestellungen zu beziehen, die den Wald, das Waldeigentum und dessen Bewirtschaftung betreffen. Dabei spielt auch die gezielte Kommunikation von Fachinformationen sowie der Austausch mit Naturschutz-Stakeholdern entlang der Kernthemen Resilienz, Biodiversität und Bioökonomie eine zentrale Rolle.

## Geschichte
Der Verein wurde 1950 als Nachfolgeorganisation des 1919 errichteten „Reichsforstwirtschaftsrates“ gegründet, der 1934 durch die Diktatur der Nationalsozialisten aufgelöst wurde. Der Sitz des Deutschen Forstwirtschaftsrates war bis Dezember 2007 in Bonn, bevor er im Januar 2008 seine Arbeit in Berlin aufnahm.

Historisches Logo

Die Präsidenten des Deutschen Forstwirtschaftsrates seit 1950 waren:
| 1950–1953 | Franz Freiherr von Perfall        |
| 1953–1965 | Julius Speer                      |
| 1965–1974 | Kurt Mantel                       |
| 1974–1978 | Gerhard Speidel                   |
| 1978–1983 | Hans-Georg Primus                 |
| 1983–1990 | Alexander Freiherr von Elverfeldt |
| 1990–1992 | Ulrich Maier                      |
| 1992–1995 | Erich Naujack                     |
| 1995–2007 | Hermann Ilaender                  |
| 2007–2025 | Georg Schirmbeck                  |
| seit 2025 | Christian Haase                   |

## Kritik
2025 kritisierte Reschke Fernsehen mögliche Interessenkonflikte und die Rolle der öffentlichen Akteure im DFWR. So vertrete der Verein über Mitglieder wie die Arbeitsgemeinschaft Deutscher Waldbesitzerverbände (AGDW), Bund Deutscher Forstleute (BDF), Deutscher Forstverein (DFV), Familienbetriebe Land und Forst und den Deutschen Bauernverband (DBV) hauptsächlich Großgrundbesitzer und wirtschaftlichen Akteure, während Umweltschutz und nachhaltige Forstwirtschaft zweitrangig seien. LobbyControl attestierte den beteiligten Landesministerien und -behörden angesichts dessen einen „Rollenkonflikt“, der in Frage stelle, ob diese ihrem „Gemeinwohlauftrag“ noch nachkommen könnten.